# Élections législatives de 1978 dans les Landes
Les élections législatives françaises de 1978 se déroulent les 12 et 19 mars 1978. Dans le département du Landes, trois députés sont à élire dans le cadre de trois circonscriptions.

## Élus
| Circonscription | Député sortant      | Parti | Parti     | Député élu ou réélu | Parti | Parti |
| --------------- | ------------------- | ----- | --------- | ------------------- | ----- | ----- |
| 1re             | Roger Duroure       |       | PS        | Roger Duroure       |       | PS    |
| 2e              | Henri Lavielle      |       | PS        | Henri Lavielle      |       | PS    |
| 3e              | Jean-Marie Commenay |       | UDF (CDS) | Henri Emmanuelli    |       | PS    |

## Résultats

### Résultats à l'échelle du département
| Parti                 | Parti                              | Premier tour | Premier tour | Second tour | Second tour | Sièges |
| Parti                 | Parti                              | Voix         | %            | Voix        | %           | Sièges |
| --------------------- | ---------------------------------- | ------------ | ------------ | ----------- | ----------- | ------ |
|                       | Parti socialiste                   | 57 854       | 32,05        | 97 993      | 53,04       | 3      |
|                       | Parti communiste français          | 30 249       | 16,76        | Retrait     | Retrait     | 0      |
|                       | Mouvement des radicaux de gauche   | 9 351        | 5,18         |             |             | 0      |
|                       | Union de la gauche                 | 97 454       | 53,98        | 97 993      | 53,04       | 3      |
|                       |                                    |              |              |             |             |        |
|                       | Union pour la démocratie française | 49 026       | 27,16        | 57 394      | 31,06       | 0      |
|                       | Rassemblement pour la République   | 24 959       | 13,82        | 29 383      | 15,90       | 0      |
|                       | Majorité présidentielle            | 73 985       | 40,98        | 86 777      | 46,96       | 0      |
|                       |                                    |              |              |             |             |        |
|                       | Divers écologiste                  | 3 596        | 1,99         |             |             | 0      |
|                       | Lutte ouvrière                     | 2 766        | 1,53         | 0           |             |        |
|                       | Extrême droite                     | 1 082        | 0,60         | 0           |             |        |
|                       | Gaullistes d'opposition            | 1 072        | 0,59         | 0           |             |        |
|                       | Divers                             | 581          | 0,32         | 0           |             |        |
|                       |                                    |              |              |             |             |        |
| Inscrits              | Inscrits                           | 212 031      | 100,00       | 212 029     | 100,00      | 3      |
| Abstentions           | Abstentions                        | 27 890       | 13,15        | 24 211      | 11,42       |        |
| Votants               | Votants                            | 184 141      | 86,85        | 187 818     | 88,58       |        |
| Blancs et nuls        | Blancs et nuls                     | 3 605        | 1,96         | 3 048       | 1,62        |        |
| Exprimés              | Exprimés                           | 180 536      | 98,04        | 184 770     | 98,38       |        |
| Source : Data.gouv.fr |                                    |              |              |             |             |        |

### Résultats par circonscription

#### Première circonscription (Mont-de-Marsan)
| Candidat       | Candidat                    | Parti             | Premier tour | Premier tour | Second tour | Second tour |  |
| Candidat       | Candidat                    | Parti             | Voix         | %            | Voix        | %           |  |
| -------------- | --------------------------- | ----------------- | ------------ | ------------ | ----------- | ----------- |  |
|                | Alain Juppé                 | RPR               | 24 959       | 42,24        | 29 383      | 48,44       |  |
|                | Roger Duroure sortant réélu | PS                | 19 680       | 33,31        | 31 277      | 51,56       |  |
|                | Jean Lespiau                | PCF               | 8 971        | 15,18        | Retrait     | Retrait     |  |
|                | Michel Baris                | Divers écologiste | 1 576        | 2,67         |             |             |  |
|                | Christian Ducassou          | MRG               | 1 476        | 2,5          |             |             |  |
|                | Jean-Pierre Lambert         | Extrême droite    | 1 082        | 1,83         |             |             |  |
|                | Catherine Jouanneau         | LO                | 760          | 1,29         |             |             |  |
|                | Nadine Viot                 | Divers            | 581          | 0,98         |             |             |  |
|                |                             |                   |              |              |             |             |  |
| Inscrits       | Inscrits                    | Inscrits          | 70 142       | 100,00       | 70 180      | 100,00      |  |
| Abstentions    | Abstentions                 | Abstentions       | 9 876        | 14,08        | 8 473       | 12,07       |  |
| Votants        | Votants                     | Votants           | 60 266       | 85,92        | 61 707      | 87,93       |  |
| Blancs et nuls | Blancs et nuls              | Blancs et nuls    | 1 181        | 1,96         | 1 047       | 1,7         |  |
| Exprimés       | Exprimés                    | Exprimés          | 59 085       | 98,04        | 60 660      | 98,3        |  |

#### Deuxième circonscription (Dax)
| Candidat       | Candidat                     | Parti          | Premier tour | Premier tour | Second tour | Second tour |  |
| Candidat       | Candidat                     | Parti          | Voix         | %            | Voix        | %           |  |
| -------------- | ---------------------------- | -------------- | ------------ | ------------ | ----------- | ----------- |  |
|                | Henri Lavielle sortant réélu | PS             | 25 789       | 37,32        | 39 505      | 56,31       |  |
|                | Xavier Defos du Rau          | UDF (CDS)      | 24 863       | 35,98        | 30 646      | 43,69       |  |
|                | André Maye                   | PCF            | 13 048       | 18,88        | Retrait     | Retrait     |  |
|                | Paul Leruez                  | Écologie 78    | 2 020        | 2,92         |             |             |  |
|                | Serge Claverie               | MRG            | 1 317        | 1,91         |             |             |  |
|                | André Debarge                | Divers (GO)    | 1 072        | 1,55         |             |             |  |
|                | Guy Lafon                    | LO             | 998          | 1,44         |             |             |  |
|                |                              |                |              |              |             |             |  |
| Inscrits       | Inscrits                     | Inscrits       | 81 517       | 100,00       | 81 500      | 100,00      |  |
| Abstentions    | Abstentions                  | Abstentions    | 11 002       | 13,5         | 10 059      | 12,34       |  |
| Votants        | Votants                      | Votants        | 70 515       | 86,5         | 71 441      | 87,66       |  |
| Blancs et nuls | Blancs et nuls               | Blancs et nuls | 1 408        | 2            | 1 290       | 1,81        |  |
| Exprimés       | Exprimés                     | Exprimés       | 69 107       | 98           | 70 151      | 98,19       |  |

#### Troisième circonscription (Saint-Sever)
| Candidat       | Candidat                    | Parti          | Premier tour | Premier tour | Second tour | Second tour |  |
| Candidat       | Candidat                    | Parti          | Voix         | %            | Voix        | %           |  |
| -------------- | --------------------------- | -------------- | ------------ | ------------ | ----------- | ----------- |  |
|                | Jean-Marie Commenay sortant | UDF (CDS)      | 24 163       | 46,16        | 26 748      | 49,57       |  |
|                | Henri Emmanuelli élu        | PS             | 12 385       | 23,66        | 27 211      | 50,43       |  |
|                | André Curculosse            | PCF            | 8 230        | 15,72        | Retrait     | Retrait     |  |
|                | Alain Dutoya                | MRG            | 6 558        | 12,53        |             |             |  |
|                | Mme Dominique Bardanouve    | LO             | 1 008        | 1,93         |             |             |  |
|                |                             |                |              |              |             |             |  |
| Inscrits       | Inscrits                    | Inscrits       | 60 372       | 100,00       | 60 349      | 100,00      |  |
| Abstentions    | Abstentions                 | Abstentions    | 7 012        | 11,61        | 5 679       | 9,41        |  |
| Votants        | Votants                     | Votants        | 53 360       | 88,39        | 54 670      | 90,59       |  |
| Blancs et nuls | Blancs et nuls              | Blancs et nuls | 1 016        | 1,9          | 711         | 1,3         |  |
| Exprimés       | Exprimés                    | Exprimés       | 52 344       | 98,1         | 53 959      | 98,7        |  |